# Vieira do Minho (freguesia)
Vieira do Minho est une paroisse civile portugaise (en portugais : freguesia) de la municipalité du même nom dans le district de Braga.

## Géographie
Vieira do Minho est située dans la province historique du Minho et la sous-région de l'Ave.
La paroisse est arrosée par la Ribeira de Tabuaças, sous-affluent de l'Ave qui délimite le territoire de la paroisse au nord, et la Ribeira de Canteläes, affluent de l'Ave marquant l'est de la paroisse.

## Histoire
Le décret-loi no 22593 du 29 mai 1933, qui renomme la municipalité de Vieira en Vieira do Minho, crée par la même occasion la paroisse civile de Vieira do Minho. La paroisse est formée autour du village de Brancelhe, à partir de 11 lieux-dits de Mosteiro et 1 lieu-dit de Cantelães.

## Démographie
Lors du recensement de 2021, la paroisse compte 2 372 habitants. C'est ainsi la paroisse la plus peuplée de Vieira do Minho, qui regroupe 11 955 habitants et 16 paroisse.